# 光叶凹脉鹅掌柴
光叶凹脉鹅掌柴（学名：Schefflera impressa var. glabrescens）为五加科鹅掌柴属凹脉鹅掌柴的变种。分布在中国大陆的云南等地，生长于海拔2,600米的地区，见于谷地常绿阔叶林中，目前尚未由人工引种栽培。

## 异名
- Schefflera impressa (C. B. Clarke) Harms var. glabrescens Tseng et Hoo